# Claudia Hempel
Claudia Hempel (Merseburg, 25 settembre 1958) è un'ex nuotatrice tedesca orientale.

## Carriera
Specializzata nelle staffetta, ha vinto la medaglia d'argento ai Giochi Olimpici di Monaco di Baviera 1972 nella 4x100m stile libero.

## Palmarès
- Giochi olimpici estivi

Monaco di Baviera 1972: argento nella 4x100m stile libero.
- Mondiali

Cali 1975: oro nella 4x100m stile libero.